# Bréal-sous-Vitré
Bréal-sous-Vitré es una localidad y comuna francesa en la región administrativa de Bretaña, en el departamento de Ille y Vilaine y distrito de Rennes.

## Historia
En 1965, el nombre del municipio pasó de Bréal al actual, Bréal-sous-Vitré.

## Demografía
| 418 | 424 | 407 | 409 | 496 | 530 |
| Para los censos de 1962 a 1999 la población legal corresponde a la población sin duplicidades (Fuente: INSEE [Consultar]) |     |     |     |     |     |

## Monumentos
- Iglesia románica (siglo XI)